# Carlos de Beistegui
Don Carlos de Beistegui y de Yturbe (París, 1895-París, 17 de enero de 1970), también conocido como Charles o Charlie de Beistegui, fue un multimillonario, coleccionista de arte, decorador y uno de los personajes más extravagantes de la alta sociedad europea de mediados de siglo XX. El baile que ofreció en 1951 en el Palazzo Labia de Venecia sigue siendo mencionado como "la fiesta del siglo". Beistegui fue a veces citado como "El Conde de Montecristo".
No debe ser confundido con su tío del mismo nombre (1863-1953), cuya notable colección de pintura de los siglos XVIII y XIX fue donada al Louvre.

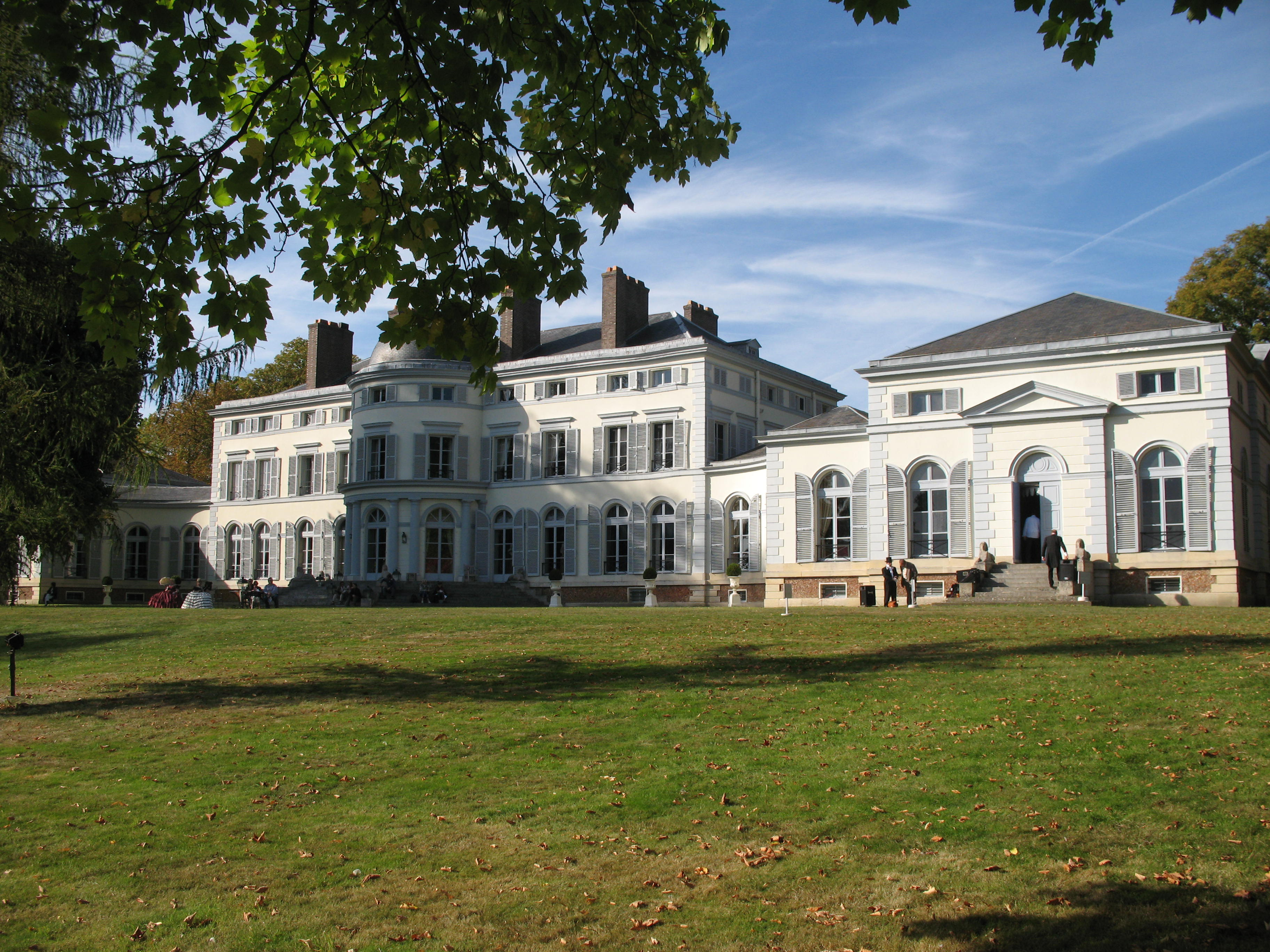
Montfort-l'Amaury : El Château de Groussay

## Biografía
Hijo de Juan Antonio de Beistegui y Benítez y de María de los Dolores de Yturbe Atristain, pertenecientes a la alta sociedad mexicana de quienes heredó una gran fortuna, sus padres fueron de raíces vascongadas cuyos ancestros inmigraron a México en el siglo XVIII. La familia alcanzó su fortuna por medio de la plata, la agricultura y los bienes inmuebles, pero abandonaron México después de la ejecución del Emperador Maximiliano en 1867.
De este modo, Beistegui nació en Francia, hijo de padres mexicanos y viajó con un pasaporte diplomático español. Fue criado en Francia, España e Inglaterra, y solo visitó México dos veces, de manera puntual. Su familia mantuvo cargos diplomáticos representando a México en Reino Unido, Francia, España y Rusia. Estudió en Eton, donde escribió un libro de poemas ilustrado con sus propios dibujos. Estaba a punto de asistir a la universidad de Cambridge cuando estalló la Primera Guerra Mundial. Entonces se unió a sus padres en su mansión en el paseo de Los Inválidos en París.
A principio de los años 1930, se construyó un ático en los Campos Elíseos, diseñado por Le Corbusier. Este incluía un seto controlado eléctricamente que se abría para mostrar unas vistas al Arco del Triunfo, y una terraza diseñada por Salvador Dalí.
En 1939 adquirió el Château de Groussay, en Montfort-l'Amaury (Yvelines), y pasó los siguientes treinta años mejorando sus interiores y alrededores y ampliando su estructura añadiendo alas extras.
Estas incluían un teatro con capacidad para 150 espectadores, inspirado en la Ópera del Margrave en Bayreuth, uno de los teatros más bellos existentes en Europa.
 Contrató a Emilio Terry para realizar su diseño de interior. Tenía expuestas grandes réplicas de pinturas famosas, pero a veces afirmaba que eran los originales (por ejemplo, afirmaba que el retrato de Enrique VIII realizado por Hans Holbein que poseía la Familia Real Británica era falso, y que el suyo era el original). Encargó a tejedores españoles la confección de tapices al estilo de los de Goya. Poseía jarrones chinos gigantescos que parecían auténticos, pero en realidad estaban hechos de hojalata o yeso. Pero también tenía una enorme cantidad de piezas originales, tales como un escritorio de ébano y bronce en estilo Luis XVI que perteneció al pianista polaco Paderewski. La decoración fue descrita como el más grandioso interior privado ideado en el siglo XX. La casa fue digna de admiración para decoradores tales como David Nightingale Hicks y Mark Hampton, que la citaron como la casa más bella del mundo.

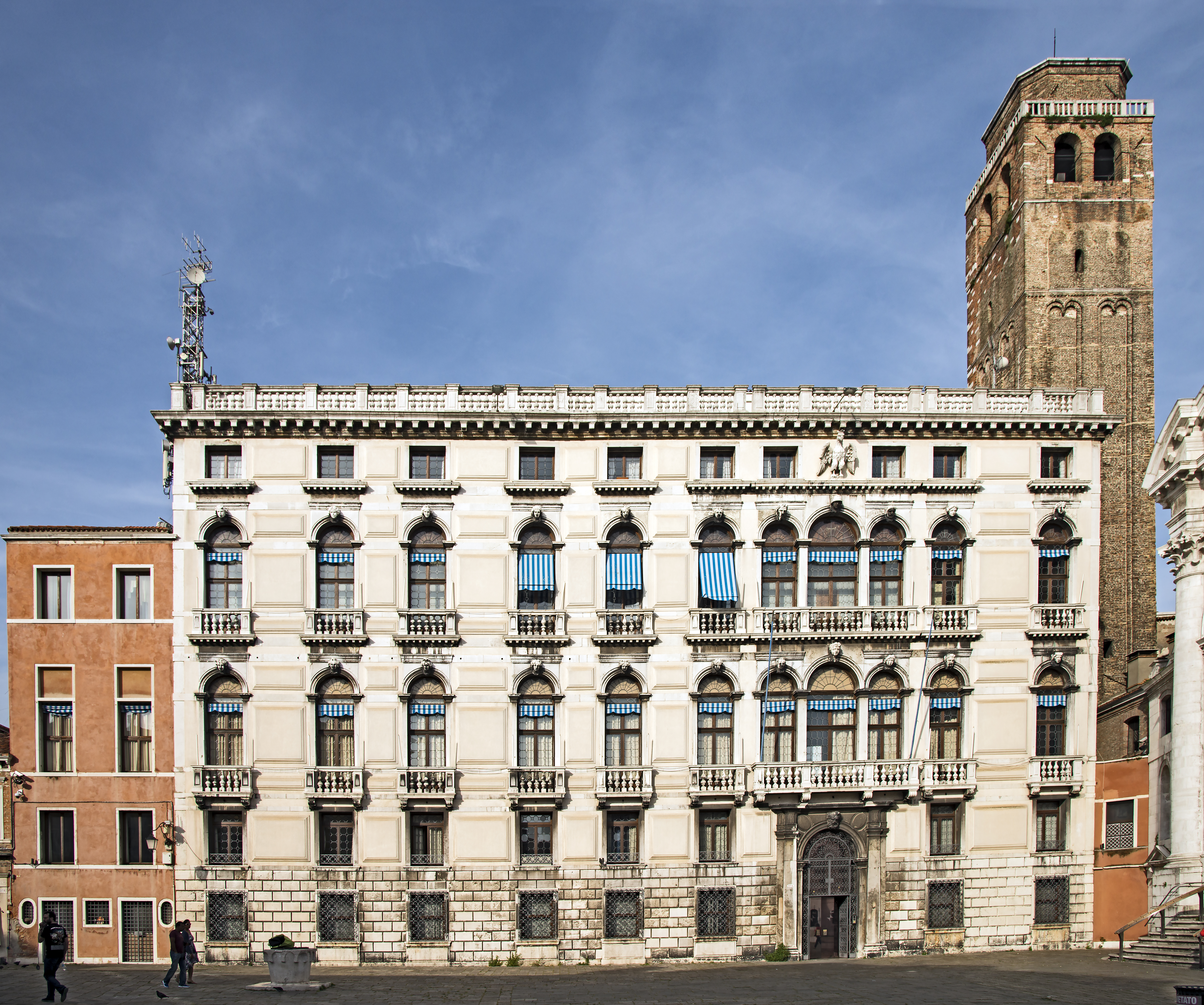
El Palazzo Labia en Campo San Geremia en Venecia

Una de las habitaciones impresionó tanto a Cecil Beaton que la usó como modelo para la biblioteca de Henry Higgins en My Fair Lady. El Château de Groussay fue escenario de importantes fiestas durante el siglo XX. Los jardines han sido clasificados por el gobierno francés como uno de los Jardines Destacados de Francia.
Realizó ocasionalmente proyectos para terceros - salones en el Ministerio de Asuntos Exteriores en 
Madrid, una serie de habitaciones en el Waldorf-Astoria Hotel en Nueva York, y la biblioteca del embajador británico en París (junto a los diseñadores Georges Geffroy y Emilio Terry) - pero usó principalmente su talento artístico para su propio placer. Cecil Beaton escribió en su diario: "Beistegui es completamente inflexible. Cualidades tales como simpatía, compasión o incluso gratitud son desgraciadamente insuficientes. Se ha convertido en la persona más ensimismada en sí misma y más buscadora del placer que he conocido nunca."
En 1948, Beistegui compró el Palazzo Labia, junto al Gran Canal en Venecia, y comenzó una intensiva restauración. Compró mobiliario que había sido adquirido anteriormente por algunos ocupantes del Palazzo menos  afortunados, incluyendo frescos de Raphael, Annibale Carracci, y Guido Reni. Estas obras de arte, reunidas junto a adquisiciones de tapices y antigüedades, restituyeron el Palazzo a su antiguo esplendor. Tan ávido coleccionista fue Don Carlos que su gusto se empezó a conocer como "le goût Beistegui" (El estilo Beistegui).

## Le Bal oriental
El 3 de septiembre de 1951 Beistegui organizó un baile de máscaras, al que llamó Le Bal oriental, en el Palazzo Labia. Fue uno de los últimos eventos realmente espectaculares en el famoso salón de baile, sin duda uno de los más grandes y más espléndidos eventos del siglo XX. Las invitaciones se acabaron seis meses antes de la fiesta. La lista de invitados incluía a gran parte de la alta sociedad internacional de la época, actores de Hollywood, artistas consagrados, multimillonarios...:

Relación de invitados a la fiesta:

El Aga Khan III, Barbara Hutton, Gene Tierney, Condesa Jacqueline de Ribes, Jacques Fath, Conde Armand de La Rochefoucauld, Duff y Lady Diana Cooper, Orson Welles, Daisy Fellowes, Paul-Louis Weiller, Cecil Beaton, Gala Dalí, Baron de Chabrol, Desmond Guinness, Alexis von Rosenberg, Baron de Redé, Príncipe y Princesa Chavchavadze, Arturo Lopez-Willshaw, Patricia Lopez-Willshaw, Dimitri Hayek, Fulco di Verdura, Deborah Cavendish, Duquesa Devonshire, Princesa Natalia Pavlovna Paley, Nelson Seabra, Aimée de Heeren, Princesa Ghislaine de Polignac, Princesa del Drago, Princesa Gabrielle Arenberg, Hélène Rochas, Princesa Caetani, Princesa Colonna, Príncipe Mathieu de Brancovan y muchos otros.
Entre los invitados a Le Bal oriental estaban los pintores Fabrizio Clerici y Leonor Fini; hay una fotografía de ambos a altas horas de la noche, volviendo de la fiesta en una góndola, todavía con sus disfraces.
Christian Dior y Salvador Dalí diseñaron mutuamente el disfraz del otro.

Winston Churchill y el Duque y la Duquesa de Windsor fueron invitados al baile pero no asistieron. Otros a los que les habría gustado asistir no fueron invitados. El anfitrión vistió ropajes escarlata y una larga peluca rizada, y su altura (1 m. 67 cm.) fue incrementada 40,5 cm mediante unas plataformas. Las fotografías de Cecil Beaton del baile muestran una cuasi surrealista sociedad, reminiscente de la vida veneciana inmediata a la caída de la república al final del siglo XVIII. La "fiesta del siglo" lanzó la carrera de Pierre Cardin, que diseñó cerca de treinta disfraces. Nina Ricci fue otra diseñadora involucrada.

## Vida posterior
A pesar de esta colosal extravagancia y la enorme lista de invitados de la Alta Sociedad a la que podía atraer, Beistegui no era generalmente acogedor con la gente, ni la gente con él. Tendía a ser en persona distante e impreciso, y fue con frecuencia acusado de tratar pésimamente a sus amigos y a sus amantes. Nunca se casó, y aunque se decía que tuvo una gran cantidad de amantes, su sexualidad fue a veces tema de especulación.
Después de sobrevivir a una serie de derrames cerebrales, alrededor de 1960 vendió el Palazzo Labia a la RAI. Beistegui falleció en 1970 en su castillo próximo a Monfort l'Amaury en los alrededores de París, pero sin testamento. Sus propiedades pasaron a manos de su hermano, que no quería el Château de Groussay y se lo cedió a su hijo Juan (Johnny) de Beistegui y Landa, casado con la aristócrata francesa Annick de Rohan-Chabot. Cuando la colección, que incluía gran parte del contenido del Palazzo Labia, fue subastada por Sotheby's (su primera subasta en suelo francés) en 1999, fue la subasta mayor y con más altos precios alcanzados, recaudando 26,6 millones de dólares. La subasta fue descrita como "un gran evento en la historia y sociología de las Artes decorativas".
Un documental, Don Carlos de Beistegui fue realizado en 1989.